# Tony Award/Bester Dirigent und Musikdirektor
Von 1948 bis 1964 wurde bei den Tony Awards der Preis für den Besten Dirigent und Musikdirektor vergeben.
Max Meth erhielt diese Auszeichnung 2-mal, Lehman Engel wurde 5-mal nominiert. Die meisten Nominierungen ohne Sieg erhielten Jay Blackston, Pembrode Davenport und Milton Rosenstock mit je 2 Nominierungen.

## Sieger & Nominierte

### 1948–1950
| Jahr | Musikwerk              | Preisträger       | Weitere Nominierte |
| ---- | ---------------------- | ----------------- | ------------------ |
| 1948 | Der goldene Regenbogen | Milton Rosenstock | keine              |
| 1949 | As the Girls Go        | Max Meth          | keine              |
| 1950 | Regina                 | Maurice Abravanel | keine              |

### 1951–1960
| Jahr | Musikwerk                                      | Preisträger          | Weitere Nominierte                                                                                               |
| ---- | ---------------------------------------------- | -------------------- | --- |
| 1951 | The Consul                                     | Lehman Engel         | keine |
| 1952 | Pal Joey                                       | Max Meth             | keine |
| 1953 | Wonderful Town und Gilbert and Sullivan Season | Lehman Engel         | keine |
| 1955 | The Saint of Bleecker Street                   | Thomas Schippers     | keine |
| 1956 | Damn Yankees                                   | Hal Hastings         | Salvatore Dell’Isola für Pipe Dream Milton Rosenstock für The Vamp                                               |
| 1957 | My Fair Lady                                   | Franz Allers         | Herbert Greene für The Most Happy Fella Samuel Krachmalnick für Candide                                          |
| 1958 | The Music Man                                  | Herbert Greene       | Max Groberman für West Side Story                                                                                |
| 1959 | Flower Drum Song                               | Salvatore Dell’Isola | Jay Blackston für Redhead Lehman Engel für Goldilocks Gershon Kingsley für La Plume de Ma Tante                  |
| 1960 | The Sound of Music                             | Frederick Dvonch     | Abba Bogin für Greenwillow Lehman Engel für Take Me Along Hal Hastings für Fiorello! Milton Rosenstock für Gypsy |

### 1961–1964
| Jahr | Musikwerk                                        | Preisträger     | Weitere Nominierte                                                                                         |
| ---- | ------------------------------------------------ | --------------- | --- |
| 1961 | Camelot                                          | Franz Allers    | Pembrode Davenport für 13 Daughters Stanley Lebowsky für Irma La Douce Elliot Lawrence für Bye Bye, Birdie |
| 1962 | How to Succeed in Business Without Really Trying | Elliot Lawrence | Pembrode Davenport für Kean Herbert Greene für The Gay Life Peter Matz für No Strings                      |
| 1963 | Oliver!                                          | Donald Pippin   | Jay Blackston für Mr. President Anton Coppola für Bravo Giovanni Julius Rudel für Brigadoon                |
| 1964 | Hello, Dolly!                                    | Shepard Coleman | Lehman Engel für What Makes Sammy Run? Charles Jaffe für West Side Story Fred Werner für High Spirits      |